# Around the Bend
Around the Bend är ett studioalbum av Randy Travis, utgivet 15 juli 2008. Albumet var hans första mainstreamcountryalbum sedan A Man Ain't Made of Stone kom 1999, däremellan hade det oftast handlat om kristen country. Albumet sålde i 31 000 exemplar under första veckan det fanns ute, vilket blev Randy Travis mest framgångsrika förstavecka för att album.
Albumet nominerades i kategorin "bästa countryalbum" inför Grammygalan 2009, och "Dig Two Graves" nominerades till "bästa countrylåt".
Albumet vann också Dovepriset i kategorin "Årets countryalbum" på Dovegalan 2009.

## Låtlista
1. "Around the Bend" (Tania Hancheroff, Marcus Hummon, Tia Sillers) - 3:36
2. "You Didn't Have a Good Time" (Kris Bergsnes, Jason Matthews, Jim McCormick) - 3:56
3. "Every Head Bowed" (Brent Baxter, Brandon Kinney) - 3:27
4. "Love Is a Gamble" (Hugh Prestwood) - 4:51
5. "Faith in You" (Tom Douglas, Joe Henry, Matt Rollings) - 3:47
6. "Don't Think Twice, It's All Right" (Bob Dylan) - 4:16
7. "Dig Two Graves" (Ashley Gorley, Bob Regan) - 3:17
8. "Turn It Around" (Noah Gordon, Matt Kennon) - 3:00
9. "From Your Knees" (Leslie Satcher) - 4:01
10. "Everything That I Own (Has Got a Dent)" (Tony Martin, Mark Nesler) - 3:31
11. "'Til I'm Dead and Gone" (Shawn Camp, John Scott Sherrill, Sarah Siskind) - 4:38

## Listplaceringar
| Lista (2008-2009)                        | Topplacering |
| ---------------------------------------- | ------------ |
| Amerikanska Billboard Top Country Albums | 3            |
| Amerikanska Billboard 200                | 14           |

### Fotnoter
1. ↑  ”Taylor Swift owns top of country chart”. Country Standard Time. 28 februari 2008. Arkiverad från originalet den 31 juli 2008. https://web.archive.org/web/20080731160355/http://www.countrystandardtime.com/news/newsitem.asp?xid=1947. Läst 24 juli 2008.
2. ↑  ”The 51st Annual Grammy Awards Nomination List”. GRAMMY.com. Arkiverad från originalet den 7 december 2008. https://web.archive.org/web/20081207041615/http://content.grammy.com/grammy_awards/51st_show/list.aspx. Läst 8 december 2008.
3. ↑  Nominations Announced for 40th GMA Dove Awards at CBN.com